# 新大久保駅
新大久保駅（しんおおくぼえき）は、東京都新宿区百人町一丁目にある、東日本旅客鉄道（JR東日本）山手線の駅である。駅番号はJY 16。

## 概要
当駅には環状線としての山手線電車のみが停車し、山手貨物線を走行する埼京線・湘南新宿ラインやその他の列車は停車しない。また、特定都区市内制度における「東京都区内」および「東京山手線内」に属している。山手線の単独駅は当駅と目白駅のみである。
約300メートルの徒歩圏内に中央・総武線の停車する大久保駅があるが、当駅では乗り換えできない（隣の新宿駅で乗り換え可能）。
西武新宿駅 - 高田馬場駅間で並走する西武鉄道新宿線も、山手貨物線の東側を通過している。

## 歴史

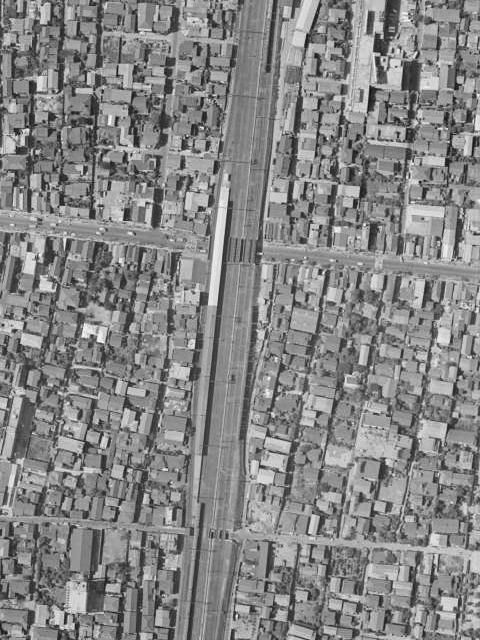
新大久保駅周辺の白黒空中写真（1963年6月26日撮影）

- 1914年（大正3年）11月15日：鉄道院の駅（山手線所属）として開業[3]。旅客営業のみ[1]。
- 1987年（昭和62年）4月1日：国鉄分割民営化に伴い、東日本旅客鉄道（JR東日本）の駅（山手線所属）となる[1]。
- 1992年（平成4年）10月28日：自動改札機を導入[新聞 1]。
- 2001年（平成13年）
  - 1月26日：当駅の構内で新大久保駅乗客転落事故が発生[新聞 2]。後に利用客転落時における事故防止のための転落検知マットやホームに上がるためのステップがホーム下に新設される[新聞 3]。
  - 6月21日：転落時にホーム下へ逃げ込む退避所の設置工事を開始する[新聞 3]。
  - 11月18日：ICカード「Suica」の利用が可能となる[報道 1]。
  - 12月22日：ホーム下の退避所が完成し、報道公開される[新聞 4]。
- 2005年（平成17年）3月：階段に昇降機が設置される[4]。
- 2009年（平成21年）1月23日：みどりの窓口の営業を終了。
- 2020年（令和2年）
  - 2月9日：エレベーターの使用を開始[5]。
  - 12月1日：業務委託化[2]。
- 2021年（令和3年）3月28日：フードラボ「Kimchi,Durian,Cardamom,,,」が開業[報道 2][報道 3][6]。

## 駅構造
JR東日本ステーションサービスが駅業務を受託している新宿統括センター（新宿駅）管理の業務委託駅。島式ホーム1面2線の高架駅である。改札口は2か所あり、そのうち1か所は出口専用（ICカード専用）となっている。
2021年3月28日には当駅舎の3・4階に「食」に関わる交流拠点「Kimchi,Durian,Cardamom,,,」が開業している。
当駅周辺に日本語学校が多くあり、通学する留学生の利用が多いことなどから、24カ国語で構内放送を流している。

### のりば
| 番線 | 路線   | 方向   | 行先                 |
| ---- | ------ | ------ | -------------------- |
| 1    | 山手線 | 外回り | 池袋・田端・上野方面 |
| 2    | 山手線 | 内回り | 新宿・渋谷・品川方面 |

（出典：JR東日本:駅構内図）

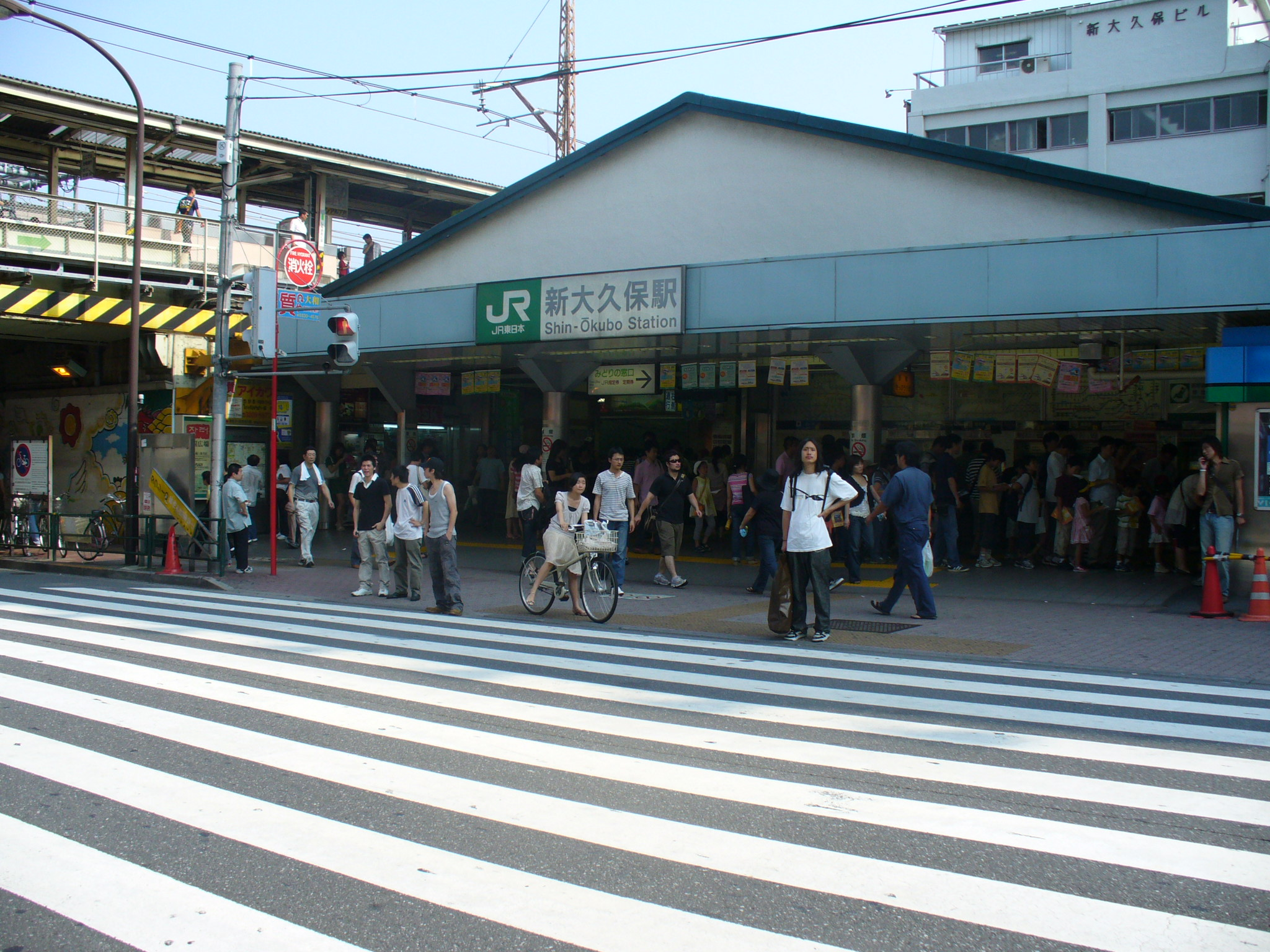
旧駅舎（2007年8月）
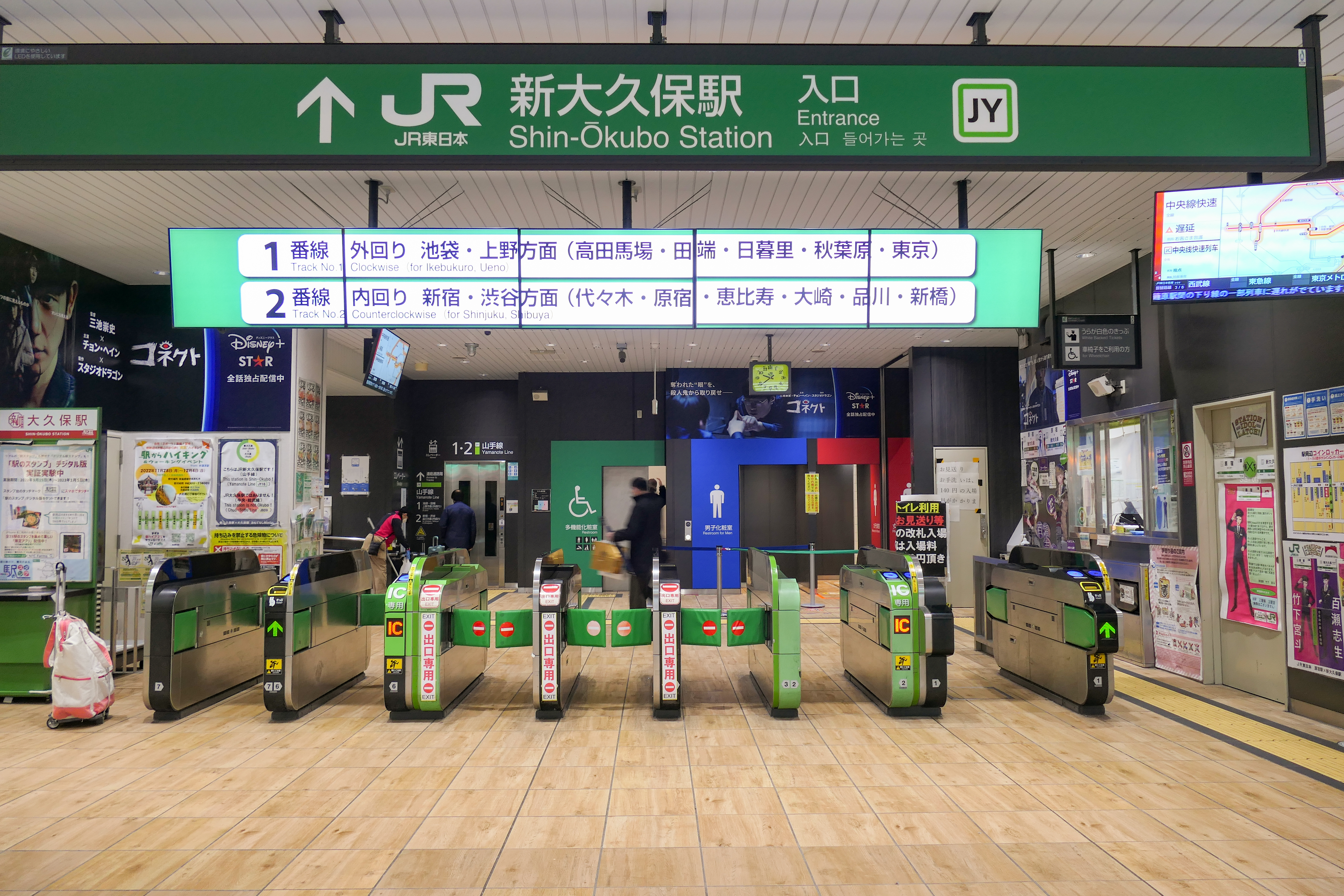
改札口（2022年12月）
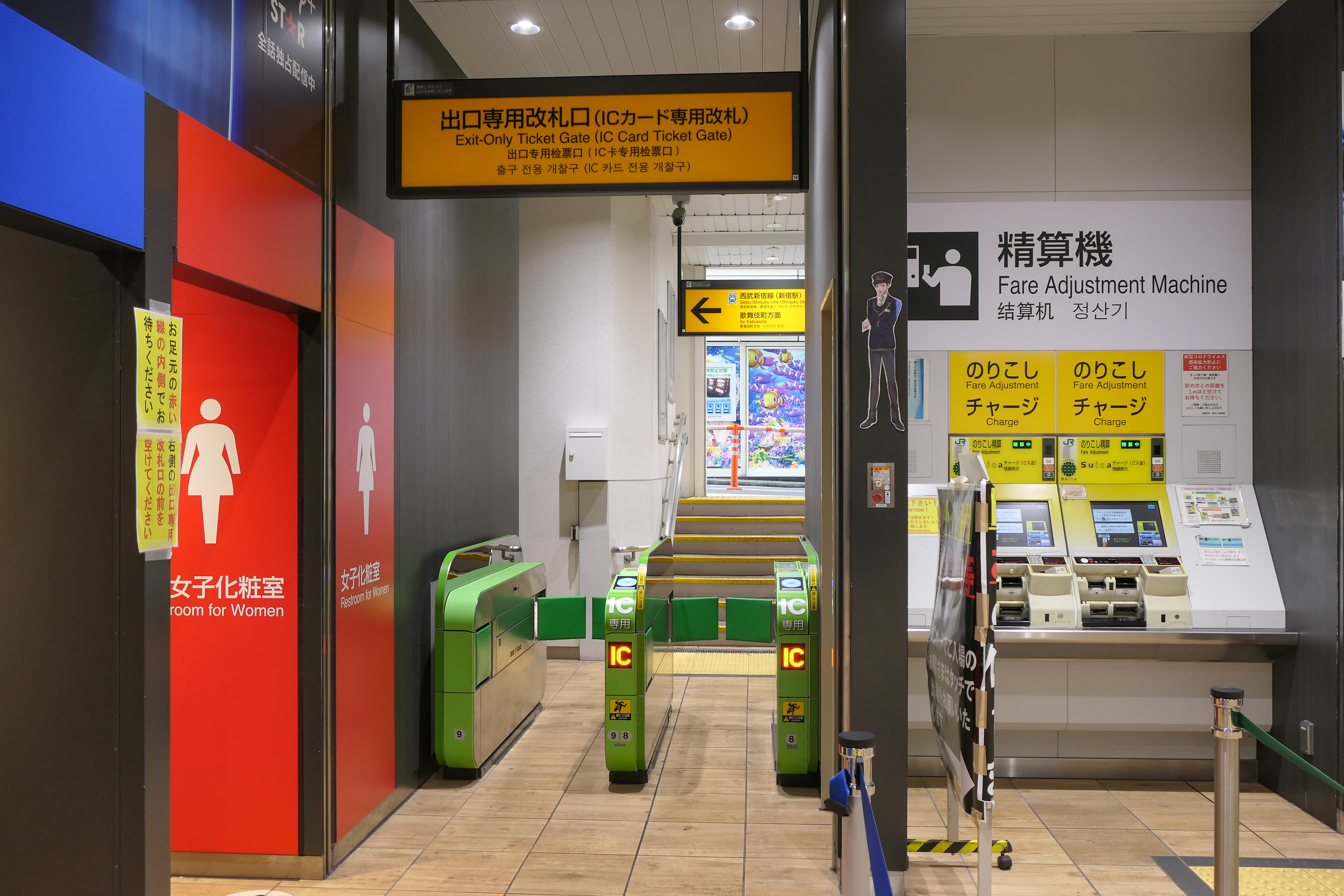
出口専用改札口（2022年12月）
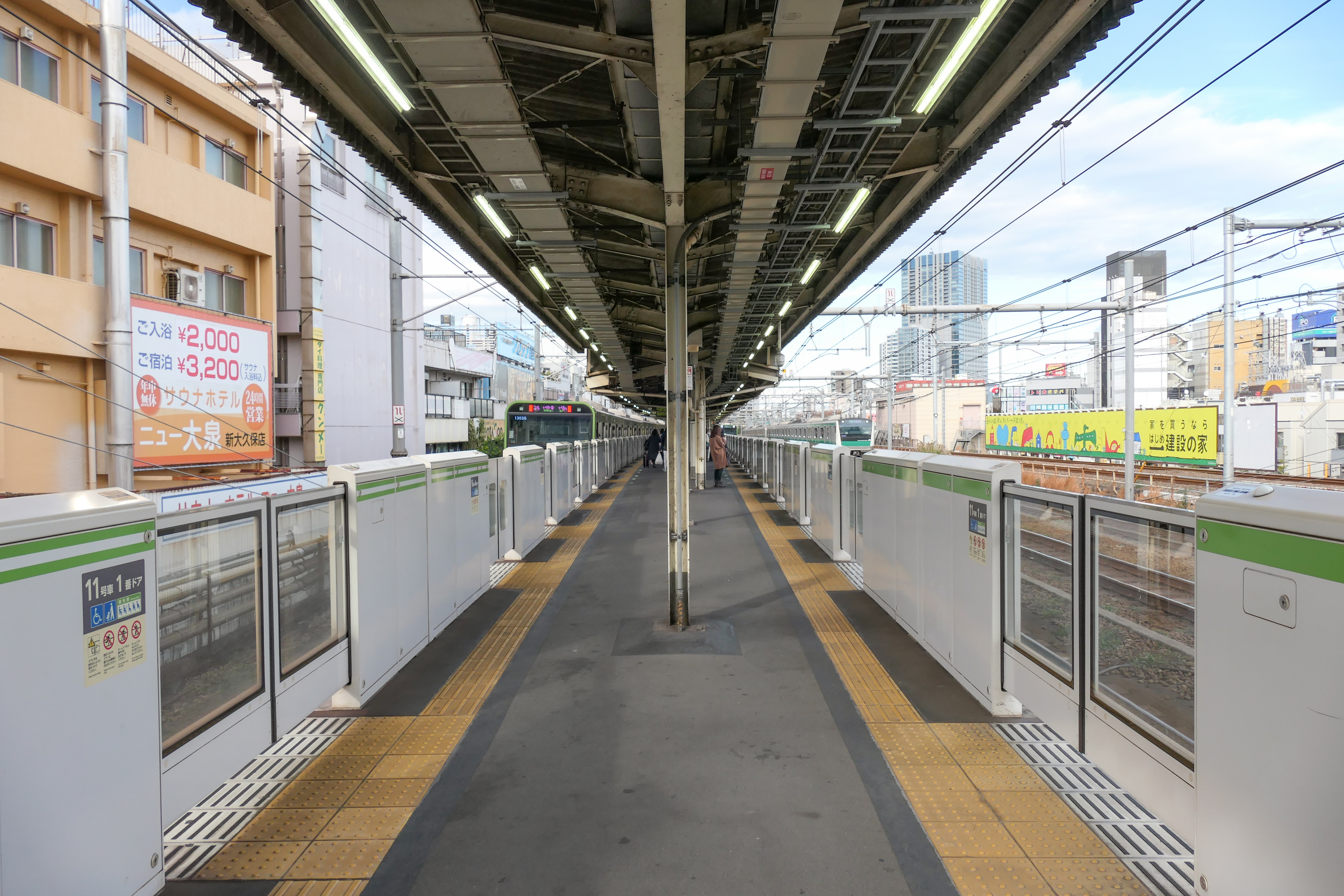
ホーム（2022年12月）

## 利用状況
2023年度（令和5年度）の1日平均乗車人員は46,726人である。JR東日本管内全体では国立駅に次いで第95位。1990年代（平成2年代）半ばから横ばいが続いていたが、2010年代（平成22年代）から増加に転じている。大久保駅よりも当駅の方が利用者が多い。
1990年度（平成2年度）以降の1日平均乗車人員の推移は下記の通り。山手線単独駅では最も利用者が多い。
| 年度               | 1日平均 乗車人員 | 出典     |
| ------------------ | ---------------- | -------- |
| 1990年（平成02年） | 36,367           | [ * 1 ]  |
| 1991年（平成03年） | 37,191           | [ * 2 ]  |
| 1992年（平成04年） | 38,167           | [ * 3 ]  |
| 1993年（平成05年） | 37,679           | [ * 4 ]  |
| 1994年（平成06年） | 36,405           | [ * 5 ]  |
| 1995年（平成07年） | 35,893           | [ * 6 ]  |
| 1996年（平成08年） | 35,668           | [ * 7 ]  |
| 1997年（平成09年） | 35,423           | [ * 8 ]  |
| 1998年（平成10年） | 35,230           | [ * 9 ]  |
| 1999年（平成11年） | 34,708           | [ * 10 ] |
| 2000年（平成12年） | 34,155           | [ * 11 ] |
| 2001年（平成13年） | 33,427           | [ * 12 ] |
| 2002年（平成14年） | 33,454           | [ * 13 ] |
| 2003年（平成15年） | 33,369           | [ * 14 ] |
| 2004年（平成16年） | 33,630           | [ * 15 ] |
| 2005年（平成17年） | 34,104           | [ * 16 ] |
| 2006年（平成18年） | 34,791           | [ * 17 ] |
| 2007年（平成19年） | 36,133           | [ * 18 ] |
| 2008年（平成20年） | 35,165           | [ * 19 ] |
| 2009年（平成21年） | 34,783           | [ * 20 ] |
| 2010年（平成22年） | 37,344           | [ * 21 ] |
| 2011年（平成23年） | 42,433           | [ * 22 ] |
| 2012年（平成24年） | 41,545           | [ * 23 ] |
| 2013年（平成25年） | 39,629           | [ * 24 ] |
| 2014年（平成26年） | 39,814           | [ * 25 ] |
| 2015年（平成27年） | 41,746           | [ * 26 ] |
| 2016年（平成28年） | 43,929           | [ * 27 ] |
| 2017年（平成29年） | 48,220           | [ * 28 ] |
| 2018年（平成30年） | 51,438           | [ * 29 ] |
| 2019年（令和元年） | 49,438           | [ * 30 ] |
| 2020年（令和02年） | 31,259           |          |
| 2021年（令和03年） | 35,722           |          |
| 2022年（令和04年） | 43,552           |          |
| 2023年（令和05年） | 46,726           |          |

## 駅周辺
駅前には大久保通り（東京都道433号神楽坂高円寺線）が通り、大久保駅まで約300メートル。駅西側の百人町は昔から楽器店が多い事で著名。近年では中国・シンガポールそしてムスリム系などアジアの様々な地域の料理店や食材店が多く集まり「エスニックタウン」と呼ばれている。駅東側は韓国コスメ、料理店や韓流グッズ店が連なる東京のコリア・タウンとして有名である。。

## バス路線
当駅西側大久保通り沿いに設置されている「新大久保駅前」停留所にて、都営バスの以下の路線が発着する。
- 飯62：都営飯田橋駅前行（東行）／小滝橋車庫前行（西行）
- 橋63：新橋駅前行・国立国際医療センター前行（東行）／小滝橋車庫前行（西行）

## 隣の駅
東日本旅客鉄道（JR東日本）
 山手線
新宿駅 (JY 17) - 新大久保駅 (JY 16) - 高田馬場駅 (JY 15)

### 記事本文